# Wadi as-Sir
Wadi as-Sir (arab. وادي السير) – miasto w Jordanii (muhafaza Amman); 175,1 tys. mieszkańców (2012). Ośrodek przemysłowy.